# Francesco I della Ratta
Francesco I della Ratta (1318 – Caserta, 23 aprile 1359) è stato un nobile italiano, conte di Caserta.

## Biografia
Nacque nel 1318 dalle seconde nozze del conte Diego con Odolina di Chiaromonte. Dopo la morte del padre, ricevette da Roberto d'Angiò la città di Caserta, diventandone il secondo conte, il feudo di San Martino e la terra di Montuoro.
Fu un uomo di grande coraggio e valore, a tal punto da essere ricordato tra i guerrieri più famosi del regno di Napoli. Il principe di Taranto, alleato con il Duca d'Atene, che odiavano il conte, riuscirono ad istigare re Luigi contro di lui a tal punto da farlo bandire. 
Il conte si rifugiò nelle sue terre di Caserta perché l'esercito nemico gli stava alle calcagna. Durante il suo inseguimento sopra un ponte del castello di Maddaloni, questo si sarebbe rotto, provocando la morte di parecchi soldati del re. Francesco resistette molto bene all'attacco dei nemici costringendoli alla fuga e inseguendoli fino a Napoli. Alla fine riuscì a vincere insieme al suo alleato Luigi I d'Ungheria.
Sposò Beatrice Del Balzo, la quale morì prematuramente nel 1336 e non gli lasciò nessun erede. Le sue seconde nozze avvennero con Caterina D'Alneto (nipote di Aquilina di Monteserico), contessa di Alessano che gli comportò il titolo di conte di Alessano. Ebbe come figli Isabella Novella e Luigi Antonio.
Francesco morì il 23 aprile 1359 all'età di 41 anni e fu sepolto nel Duomo di Casertavecchia, all'interno di un sepolcro monumentale, ubicato nella navata sinistra.

## La tomba
È situata all'interno del Duomo di Casertavecchia.
Si tratta di una tomba in marmo, con impianto a "baldacchino", sorretto da colonne tortili. Al centro della copertura di forma triangolare vi è lo stemma dei Della Ratta con leone e gigli (visibile anche ai lati del sarcofago). Il sottostante sarcofago, che presenta tre tondi con la raffigurazione della Pietà, è sorretto dalle tre statue della Fede, la Fortezza e la Carità.
Il coperchio riproduce le sembianze del conte, con l'acconciatura a caschetto, il collarino, il vestiario nobile e la spada. La sepoltura è stata attribuita alla scuola napoletana di Tino di Camaino, scultore originario di Siena.